# Discectomía y fusión cervical anterior
La discectomía y fusión cervical anterior es un procedimiento quirúrgico para tratar la compresión de la raíz nerviosa o la médula espinal mediante la descompresión de la médula espinal y las raíces nerviosas de la columna cervical con una discectomía, seguida de una fusión intervertebral para estabilizar las vértebras correspondientes. Este procedimiento se utiliza cuando otros tratamientos no quirúrgicos han fallado.
La proteína morfogénica ósea (rhBMP) no debe usarse de manera rutinaria en ningún tipo de fusión de la columna cervical anterior, como en la discectomía y fusión cervical anterior. Hay informes de que esta terapia causa inflamación de los tejidos blandos que a su vez puede causar complicaciones potencialmente mortales debido a la dificultad para tragar y la presión en el tracto respiratorio.